# Reinhold Bauer (Schauspieler)
Reinhold Bauer (* 13. Februar 1871 in Kitzingen; † 12. Mai 1961 in Augsburg) war ein deutscher Schauspieler und Inspizient. Er war Mitbegründer der Theaterfachgruppe der NSDAP in Dresden.

## Leben und Wirken
Reinhold Bauer war der Sohn des Schriftstellers Ludwig Bauer, der in der Zeit des Nationalsozialismus besonders als Textdichter des Soldatenliedes O Deutschland hoch in Ehren verehrt wurde. Der 1851 in Dresden verstorbene Hofschauspieler Friedrich Burmeister war Reinhold Bauers Urgroßvater.
Nach dem Schulabschluss studierte Bauer an der Technischen Hochschule Dresden. Danach war er zwei Jahre bei der Maschinenfabrik Augsburg-Nürnberg in Augsburg tätig. Da ihm jedoch die Schauspielerei mehr lag, war er fortan freischaffend als Schauspieler an verschiedenen Theatern im Deutschen Reich tätig, so in Bromberg, Bonn, Krefeld und Heidelberg. 1907 kam er erstmals als Schauspieler nach Dresden, wo er am Residenz-Theater Dresden ein Engagement erhielt. Bereits nach zwei Jahren verließ er Dresden wieder und ging 1909 an das Schauspielhaus Stuttgart, wo er erstmals neben seinen Auftritten als Schauspieler auch als Spielleiter wirkte. 1912 wechselte er an das Schauspielhaus München.
1925 ging er als Schauspieler an das Sächsische Staatstheater nach Dresden. Dort trat er u. a. in Kabale und Liebe, Die Jungfrau von Orleans, Hamlet und Maria Stuart auf.
Frühzeitig schloss sich Bauer nationalsozialistischen Ideen an und trat bereits 1922 der NSDAP bei, die 1923 verboten wurde. Zum 1. November 1930 schloss er sich der 1925 neu gegründeten NSDAP an (Mitgliedsnummer 348.865). Auf seine Anregung hin erfolgte im selben Jahr gemeinsam mit dem Theaterfriseur Franz Heger die Gründung einer NSDAP-Theaterfachgruppe in Dresden, aus der die spätere Ortsgruppe „Am Taschenberg“ hervorging. Dafür wurde Bauer von den Nationalsozialisten als Alter Kämpfer geehrt. Als Adolf Hitler am 27. Mai 1934 in Dresden die Aufführung von Richard Wagners Oper Tristan und Isolde besuchte, wurde ihm Bauer hinter der Bühne persönlich vorgestellt, worüber die NS-Presse berichtete. Nur wenige Monate später, am vierten Jahrestag der Gründung der Fachgruppe am 1. Dezember 1934, wurde Bauer auf der Jubiläumsgründungsfeier durch den Generalintendanten Paul Adolph zum Ehrenmitglied der sächsischen Staatstheater ernannt. Ihm wurde dafür gedankt, dass „der Geist des Nationalsozialismus in den Staatstheatern Fuß gefaßt hatte“.
Bauer wurde bis 2023 als Ehrenmitglied des Staatsschauspiels Dresden geführt. Nach einem Hinweis auf den Hintergrund der Ehrenmitgliedschaft durch einen Wikipedia-Autor ergänzte das Staatsschauspiel umgehend seinen Artikel über Bauer um Informationen über dessen politische Aktivitäten und entzog ihm Ende Mai 2023 postum die Ehrenmitgliedschaft.
Bauer wirkte bis zur Schließung und Zerstörung des Staatstheaters 1945. Danach verließ er Dresden und verbrachte seinen Lebensabend in Augsburg als Schauspieler i. R.
Am 12. Mai 1961 starb Reinhold Bauer dort im Alter von 90 Jahren. Sein Grabmal befindet sich auf dem Münchner Nordfriedhof.